# تیموا، استان سیلسین سفلی
تیموا، استان سیلسین سفلی (به لاتین: Tymowa, Lower Silesian Voivodeship) یک منطقهٔ مسکونی در لهستان است که در Gmina Ścinawa واقع شده‌است.

## خصوصیات
تیموا ۸۶۰ نفر جمعیت دارد.